# 西泽广义
西泽广义（日语：西沢 広義（にしざわ ひろよし），1920年1月27日—1944年10月26日），是第二次世界大战（太平洋战争）时期大日本帝国海军的战斗机驾驶员。西泽的战绩据当时的部队报告有150架，他自己在家信裡写道击落了143架。据战后的考证可能比较准确的数字是87架左右。

## 经历

### 出生
1920年（大正9年）1月27日，西泽广义出生于长野县上水内郡的小川村，作为家里的老五，父亲经营着当地的一家清酒店。西泽在少年时代非常讨厌服输所以总是努力在班级里取得优异的成绩。1934年（昭和9年）3月，从南小川小学校高等科毕业后，他进入了一家丝绸工厂工作，在看到一份海军飞行预科的招募广告后决定加入了日本海军。

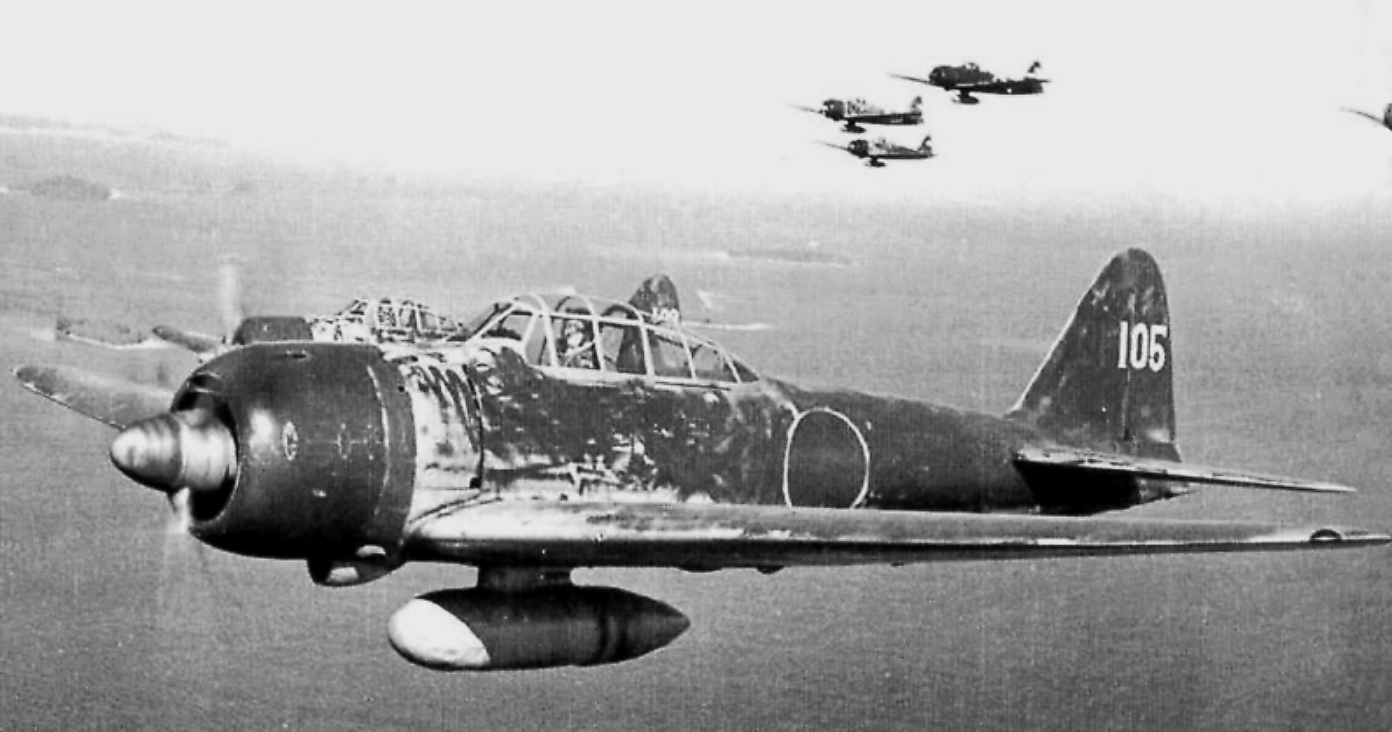
在所罗门群岛上空飞行的西泽广义的零式舰上战斗机 (A6M3)（1943年）

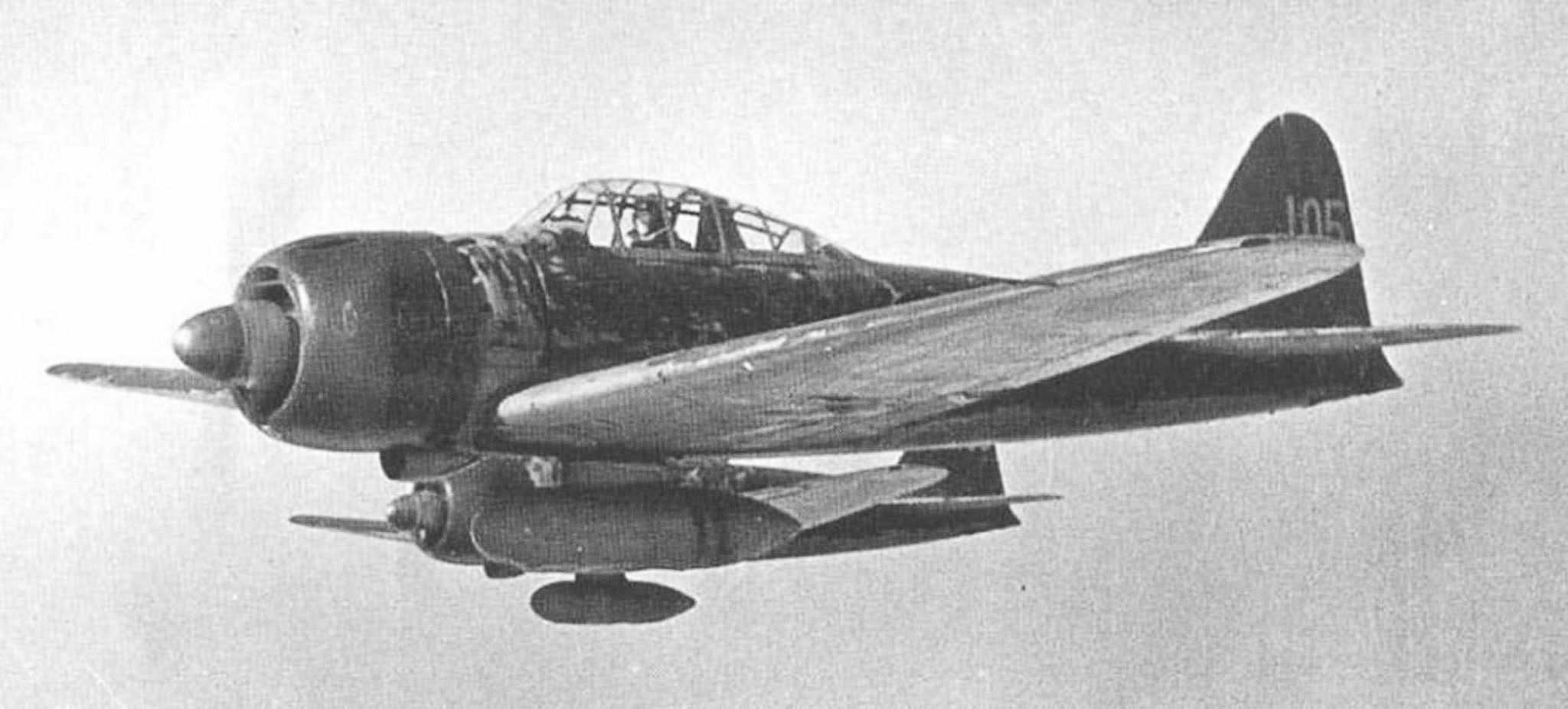
在所罗门海域上空飞行的零式战斗机22型。也有文献称这是西泽广义驾驶的飞机（1943年5月7日）

### 进入海军
1936年（昭和11年）6月1日，西澤进入乙种飞行预科练习生第七期训练课。1939年（昭和14年）3月，以那届71名学生中第16名的成绩毕业，随即在大分海军航空队、大村海军航空队和铃鹿海军航空队之间周转。1941年（昭和16年）10月1日，被调配到了千岁海军航空队。1942年（昭和17年）2月，部队在太平洋战争正式爆发后被转移到了新不列颠周围服役。2月3日，西泽在新月之夜的黑暗中驾驶着九六式舰上战斗机击落了他的第一个战果，一架PBY“卡塔利娜”（PBY Catalina），不过后来的记录显示这架PBY虽然受伤但是很有可能在夜幕的掩护下成功返回了基地。。2月10日，千岁海军航空队被派属到了第四海军航空队，全新的零式二一型也开始渐渐被运抵到了前线，西泽此时的座机编号为“F－108”。
1942年（昭和17年）4月1日，部队被重新编入到了驻扎在莱城附近的台南海军航空队，当时同队的飞行员还包括了坂井三郎一飞曹，太田敏夫一飞曹和指挥官笹井醇一中尉。坂井在自己的回忆录中写到西泽身高1.72m，体重在60kg左右，面白憔悴，总是受到疟疾和热帶皮肤病的干扰。西澤同時也是柔道高手并且常常喜欢一个人独来独往，周围的同僚把他取名为了“魔鬼”。坂井曾写到“我从来没有看到过能像西泽这么驾驶‘零战’一样驾驶飞机的人、他的飞行让人目瞪口呆、出人意料并且难以置信”。1942年（昭和17年）4月11日，西泽在莫尔兹比港周围击落了他的第一架被核实的敌机，一架P－39“空中眼镜蛇”。而从5月1日开始起的三天中，他陆续击落了六架敌机，正式成为了“王牌”，西泽随后和坂井三郎与太田敏夫共同獲得“台南空的三羽乌”（台南空の三羽烏）之名。

#### 骷髅之舞
1942年（昭和17年）5月16日傍晚，西泽广义，坂井三郎和太田敏夫三人在收听到一个澳大利亚广播电台播放的法国歌曲“骷髅之舞”后决定次日在敌方基地的上空作一次飞行表演作为挑衅。5月17日，在飞往莫尔兹比港的任务中，西泽，坂井和太田三人在敌军基地一千八百米左右的高度做了数次飞行表演，在没有受到任何对空攻击后，三人比其他人晚了整整二十分钟返回了基地。晚上九点不到时，指挥官笹井醇一收到了一架敌方飞机留下的英文纸条，里面大体写到了“致莱城的指挥官、我们对这三位今天光临我们基地的飞行员表示非常感动、特别是对于他们出色的飞行表演。迫切希望这几位飞行员能戴着绿色围巾再来光臨我们基地、很抱歉在上次未能给他们更好的欢迎仪式、不过下次我们肯定会全员出来迎接”，笹井把三人都叫到了他的办公室后‘严厉’的警告了他们未来不许再做任何表演行为。

### 周转于战场之间
1942年（昭和17年）8月，部队被派到了拉包尔附近并且开始参加了对瓜达尔卡纳尔岛的作战。8月7日，西泽报告击落了六架“格鲁曼”F4F“野猫”，战后记录可能为两架。8月8日，在还未得知坂井三郎在攻击对方舰载轰炸机的途中受到重伤还没能返回到基地的情况下，恼羞成怒的西泽开着自己的战斗机回到了作战区域试图寻找坂井或试图和敌人继续战斗，最终在冷静下来后回到了基地。而坂井在出乎所有人的预料下戴着全身的血迹和一只失明的眼睛，在经历了接近四小时四十七分钟（一千〇六十千米）的航程后自己返回了基地。笹井和太田外加西泽把在场的司机推了开，自己开车把已经昏迷的坂井送到了部队诊所，坂井三郎在8月12日被调回了日本本土疗养。8月26日，指挥官笹井醇一中尉在瓜达尔卡纳尔岛的作战中战死。10月21日，太田敏夫战死。1942年（昭和17年）11月1日，台南海军航空队被改编成为了“第二五一海军航空队”，随即被调回到了日本本土，队裡剩下的十名飞行员包括西泽在内都被任命成为了教官，此时他的战绩在四十至五十架之间。在本土期间，西泽多次去看望了还在医院的坂井，多次向他抱怨了敌人在数量上的优势和目前作为飞行教官驾驶双翼飞机教育新人的苦恼。1943年（昭和18年）5月，重新编整和补给後的第二五一海军航空队被派回到了拉包尔。5月14日，在一次护航任务中击落了一架“洛克希德”P－38“闪电”。6月，“第十一航空舰队”的指挥官草鹿任一送给了西泽一把印有“武功拔群”刻字的军刀。1943年（昭和18年）9月，被派属到了在新不列颠的“第二五三海军航空队”。10月，进入了“第二〇三海军航空队”（厚木海军航空队），成为了驻扎在北千岛的飞行教官。

### 回到前线
1944年（昭和19年）10月，“第二〇三海军航空队”被调配到了菲律宾吕宋岛周围。10月25日，在“莱特湾海战”中，西泽出任了掩护关行男大尉指挥的第一次“特别攻击队”的任务，在这次任务中他击落的两架“格鲁曼”F6F“地狱猫”成为了他职业生涯中的最后几个战果。据说在此次作战中，西泽声称预感到了自己的“死期”已到，在回到基地后自愿申请加入“特别攻击队”的请求被指挥官拒绝。原本属于他的“零战”（五二型）在安装了二百五十千克的炸弹后由勝由富作一飞曹操作，在“苏里高海峡之战”中撞入了美国海军的“萨旺尼号”航空母舰，击中了一架正好停泊在甲板上的鱼雷轰炸机并且造成了周围九架飞机被引爆，造成八十五名官兵身亡，五十八名失踪，一百〇二名受伤。10月26日，在失去了自己的飞机后，西泽和其他几名驾驶员乘坐了“百式轰炸机”前往吕宋領取新的装备。在飞过民都洛卡拉班市的上空遇到了来自“胡蜂号”航空母舰两架“VF－14”联队的F6F“地狱猫”的攻击，西泽作为乘客被击落（对方很有可能为当时在民都洛北部击落一架“百式轰炸机”的哈罗德·P·内威尔），终年二十四岁。“联合舰队”的司令官丰田副武在所有部队的报刊裡都报道了西泽的死讯，并提升了他的军衔。因为当时战争的影响，葬礼被推迟到了1947年（昭和22年）12月2日举行。

### 战绩
战后，很多学者把西泽视为日本海军最强的王牌驾驶员之一，推测击落了八十七架甚至一百二十架以上，当时的部队新闻报道里写到了一百五十架战果，西泽给家里的信里写到了一百四十三架，但是因为日本海军对于个人击落记录系统的不明确，至今很难找出一个准确的数字。现在，一般认为岩本彻三为日本击落最多敌机的驾驶员。西泽家目前还居住在长野县上水内郡的小川村里，西泽广义的墓碑立在了当地的一座小山上。

## 相关项目
- 关行男
- 坂井三郎
- 岩本彻三
- 笹井醇一
- 太田敏夫
- 台南海军航空队

## 备注
1. ↑  Yenne, Bill. . United States: Book Sales, Incorporated. 2020: 172. ISBN 9780785838340.
2. ↑  ゼロ戦の秘密: 驚異の性能から伝説の名勝負までP223
3. ↑  ゼロ戦の秘密: 驚異の性能から伝説の名勝負までP221。Jon Guttman The Devil: Japanese ace of aces Hiroyoshi Nishizawa
4. ↑  [.   [2010-09-06]. （原始内容存档于2015-04-02）. ]
5. ↑  [.   [2010-09-06]. （原始内容存档于2020-12-05）. ]